# Dmytro Satonskyj
Dmytro Wolodymyrowytsch Satonskyj (ukrainisch Дмитро Володимирович Затонський, russisch Дмитрий Владимирович Затонский, Dmitri Wladimirowitsch Satonski; * 2. Juli 1922, Odessa, Ukrainische SSR, UdSSR; † 7. Juli 2009, Kiew, Ukraine) war ein ukrainischer Literaturwissenschaftler und Germanist.

## Leben
Dmytro Satonskyj war ein Sohn des ukrainischen Politfunktionärs Wolodymyr Satonskyj. Dieser wurde 1938 während des Großen Terrors erschossen.
Dmytro Satonskyj studierte Literaturwissenschaft an der Taras-Schewtschenko-Universität Kiew und schloss das Studium 1950 ab. Er wurde wissenschaftlicher Mitarbeiter am Literaturinstitut «Taras Schewtschenko» der Akademie der Wissenschaften der Ukraine, wo er die Abteilung für ausländische Literatur gründete. Diese leitete er von 1962 bis 1974. Danach war er Direktor des Literaturinstituts.
1971 kam er zu einem dreimonatigen Aufenthalt in die Bundesrepublik Deutschland, wo er wichtige Autoren und Kritiker wie Heinrich Böll und Marcel Reich-Ranicki traf. Seit 1974 war er Vorstandsmitglied der Goethe-Gesellschaft in Weimar. 1990 wurde er Akademiemitglied der Nationalen Akademie der Wissenschaften der Ukraine.
2005 erhielt er die Goethemedaille.

## Veröffentlichungen
Dmytro Satonskyj veröffentlichte zahlreiche literaturwissenschaftliche Publikationen in russischer und ukrainischer Sprache.
Deutsche Übersetzungen (Auswahl)
- Dmitrij V. Zatonskyj: Kafka ohne Retusche. In: Kunst und Literatur 12, 1964, S. 804–824, 939–955
- Dmitri Satonski: Mensch und Roman. In: Sinn und Form 5, 1970, S. 1182ff.
- Dmitri Satonski: Der Roman und das 20. Jahrhundert. Verlag Volk und Welt Berlin (DDR), 1978
- Dmitri Satonski: Die Entwicklungsidee in Goethes «Dichtung und Wahrheit». In: Goethe-Jahrbuch 99, 1982